# Harold Jeffreys
Harold Jeffreys (Fatfield (County Durham), 22 april 1891 – Cambridge, 18 maart 1989) was een Engels wiskundige, statisticus, geofysicus en astronoom.
Jeffreys studeerde in Newcastle upon Tyne wiskunde, scheikunde, natuurkunde, geologie en ten slotte astronomie. In 1910 werd hij toegelaten tot het St John’s College van de Universiteit van Cambridge, waar hij zich op wiskunde concentreerde. Hij werd fellow in 1914.
Dankzij nauwkeurige analyse van seismologische gegevens lukte het Jeffreys in 1926 te bewijzen dat de buitenkern van de Aarde vloeibaar is, iets dat in 1906 al voorspeld was door Richard Dixon Oldham.
Van 1931 tot 1946 gaf hij in Cambridge colleges waarbij Keith Edward Bullen een van zijn promovendi was. Jeffreys en Bullen werkten samen aan een correctie voor looptijden van P-golven bij aardbevingen. Dit werk leverde in 1940 de Jeffreys-Bullen-Tables op, die tot in de jaren 90 gebruikt werden als basis voor al het seismologisch onderzoek naar de opbouw van de Aarde. Jeffreys is door dit werk een belangrijke grondlegger van de moderne geofysica geweest, hij was echter een groot tegenstander van Alfred Wegeners ideeën over continentverschuiving.
Jeffreys deed ook statistisch onderzoek, waarbij hij een belangrijke bijdrage deed aan de bayesiaanse kansrekening (Jeffreys prior). In 1958 werd hij hoogleraar in de astronomie en experimentele filosofie.
Jeffreys was getrouwd met de wiskundige Bertha Swirles (1903 – 1999), met wie hij samen het handboek Mathemathical Physics schreef.

## Erkenning
Jeffreys werd onderscheiden met de Gold Medal van de Royal Astronomical Society in 1937, de Royal Medal van de Royal Society in 1948, de William Bowie Medal van de American Geophysical Union in 1952, in 1960 de Copley Medal en de Wollaston Medal van de Geological Society in 1964. In 1953 werd hij geridderd; sindsdien mag hij als sir benoemd worden.

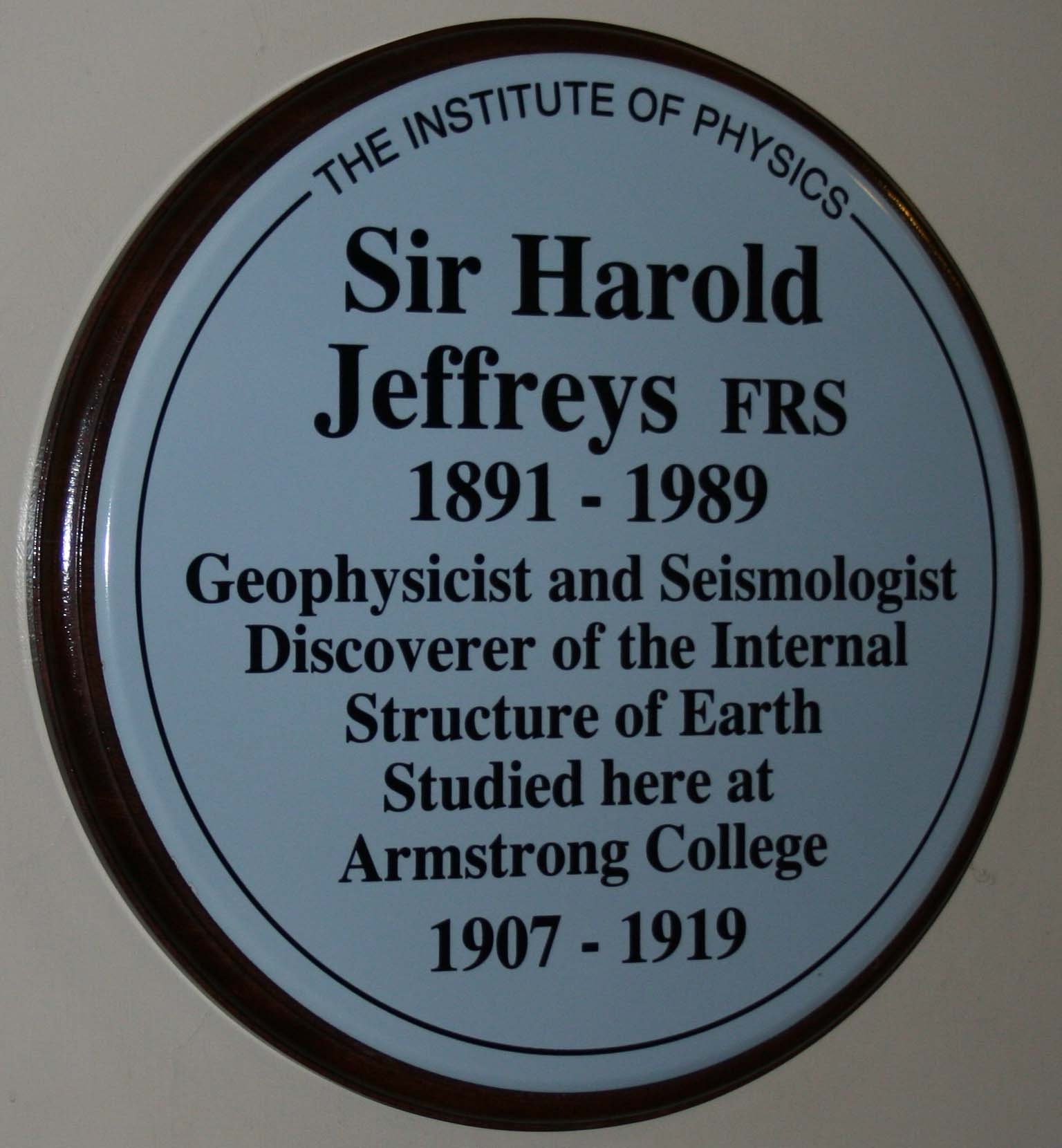
Gedenkplaat voor Harold Jeffreys

- Bibsys: 90085617
- Bibliothèque nationale de France: cb12318022d (data)
- CiNii: DA00676666
- Gemeinsame Normdatei: 11709384X
- International Standard Name Identifier: 0000 0001 1061 4856
- Library of Congress Control Number: n79089889
- Nationale Bibliotheek van Letland: 000066867
- Mathematics Genealogy Project: 18584
- Bibliotheek van het Japanse parlement: 00549779
- Nationale Bibliotheek van Tsjechië: mzk2010592765
- Nationale bibliotheek van Australië: 35244725
- Nationale Bibliotheek van Israël: 987007263311205171
- Nationale en Universitaire bibliotheek Zagreb: 000673480
- Nederlandse Thesaurus van Auteursnamen: 071703411
- Réseau des bibliothèques de Suisse occidentale: 02-A003423305
- Istituto Centrale per il Catalogo Unico: SBLV295682
- SNAC: w64t6t10
- Système universitaire de documentation: 032081502
- Trove: 879930
- Virtual International Authority File: 49293789
- WorldCat: E39PBJf4bKCdtXXqWfQf4g9JjC